# 로사 마리아 카스티예호
로사 마리아 카스티예호 산토피미아(스페인어: Rosa María Castillejo Santofimia, 1969년 1월 28일 ~ )는 스페인의 펜싱 선수로 주 종목은 플뢰레이다. 올림픽에 2번 참가하였고, 세계 펜싱 선수권 대회와 유럽 펜싱 선수권 대회에서 금메달 1개씩 획득했다.